# Statue vivante
Homme-statue

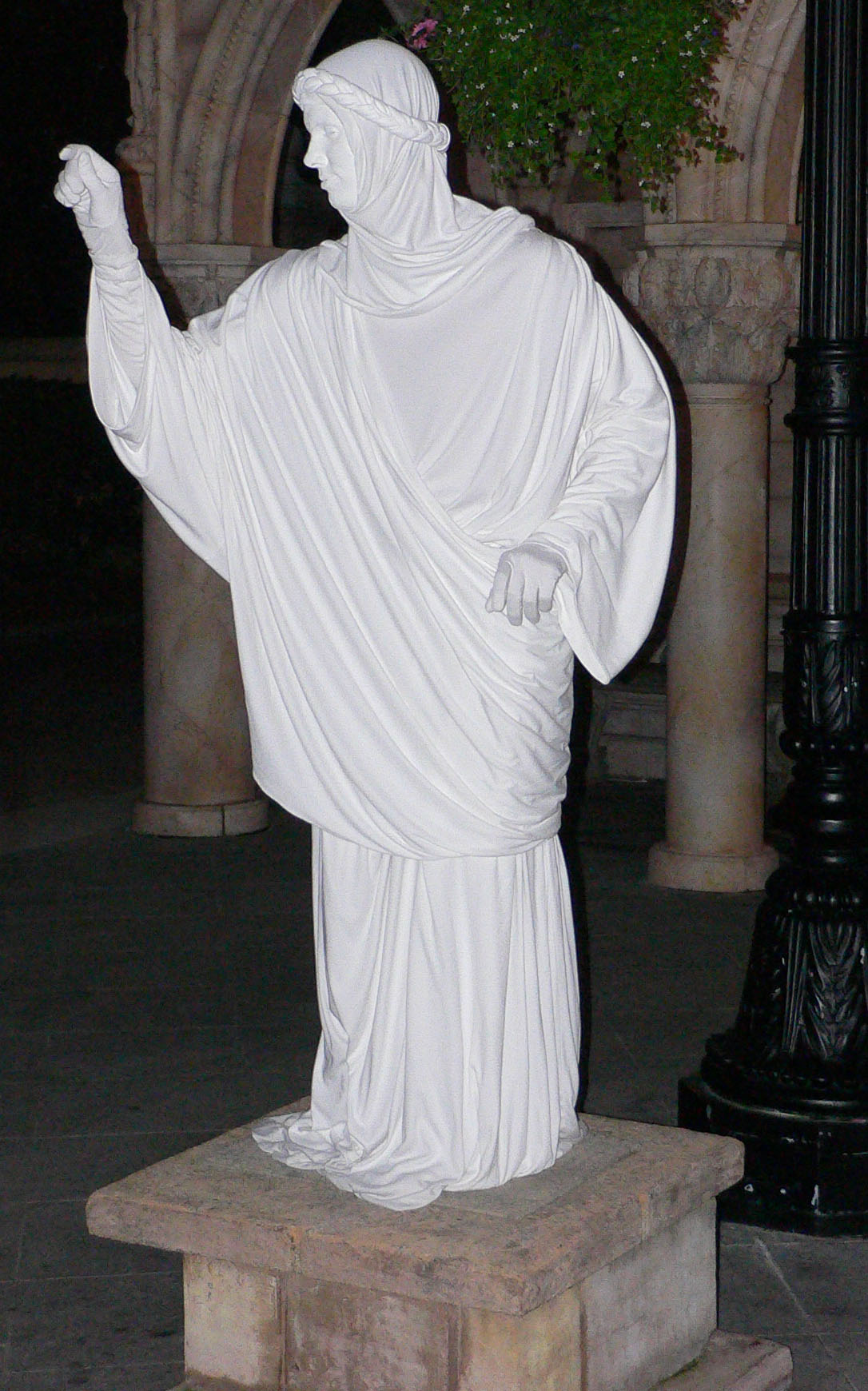
Homme statue à Epcot (Orlando (Floride).

Une statue vivante[source insuffisante], un homme statue,, et femme statue ou mime statue, est un spectacle de rue durant lequel un homme ou une femme simule l'immobilité totale d'une statue. L'artiste est parfois maquillé de façon à imiter la texture superficielle des matériaux tels que le marbre, l'or, l'argent, le bronze...
La statue vivante est aussi un classique des caméras cachées filmant la réaction des passants surpris par l'animation de ce qu'ils pensaient être une statue.

## Galerie

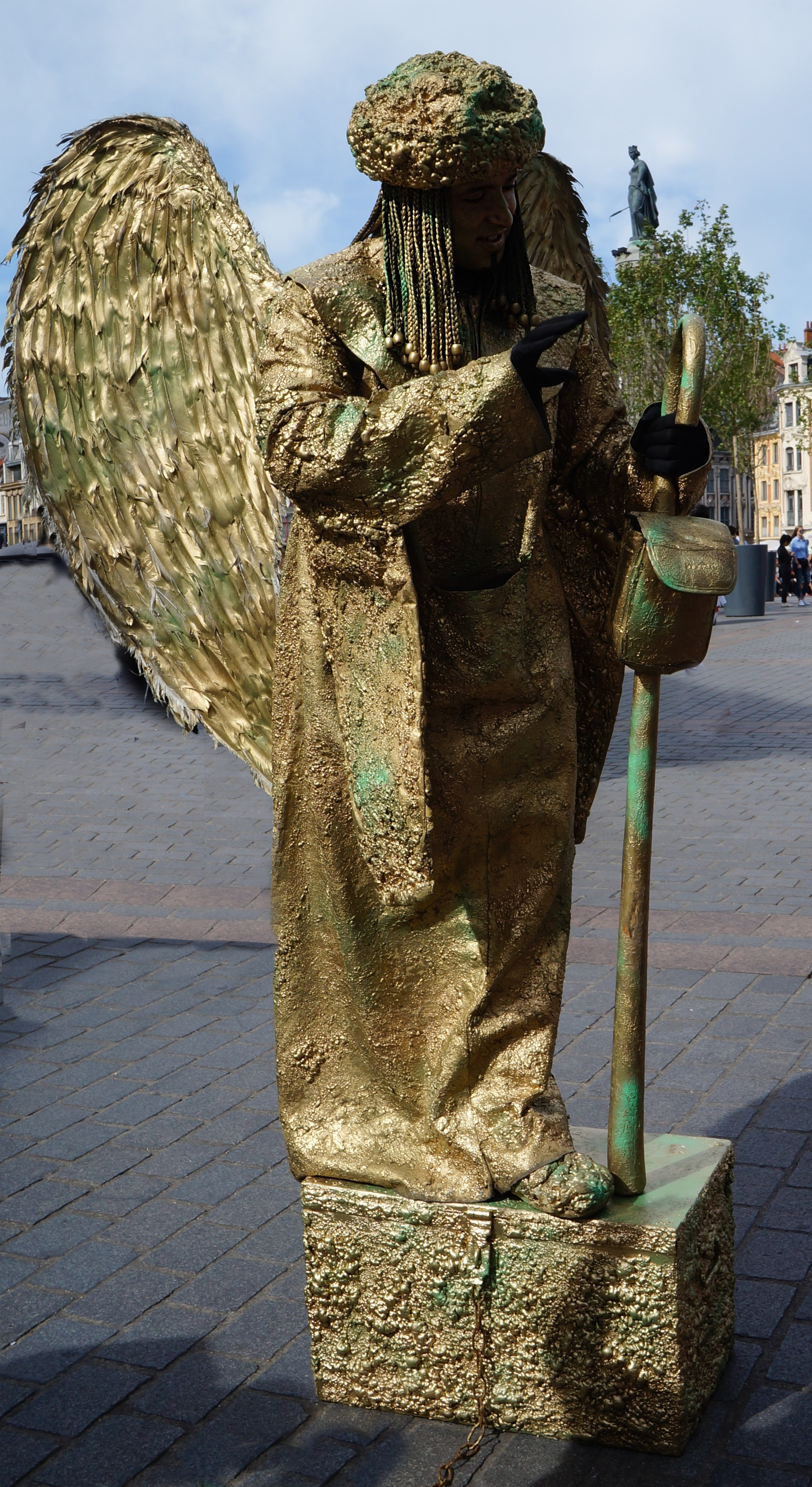
Un homme archange sur la place du Général-de-Gaulle à Lille, France.
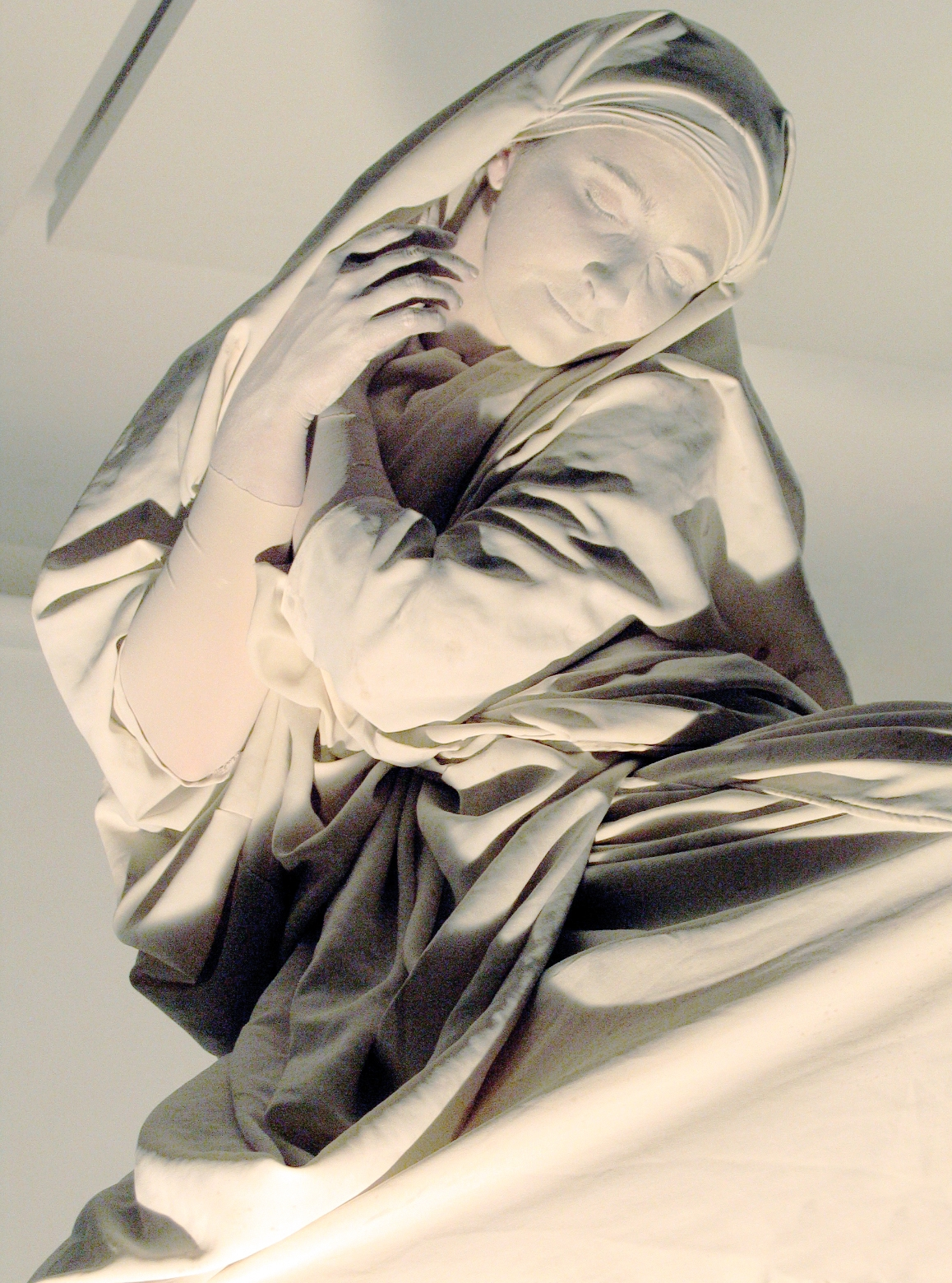
Sophie Malraye, statue vivante à Arnhem en 2006.
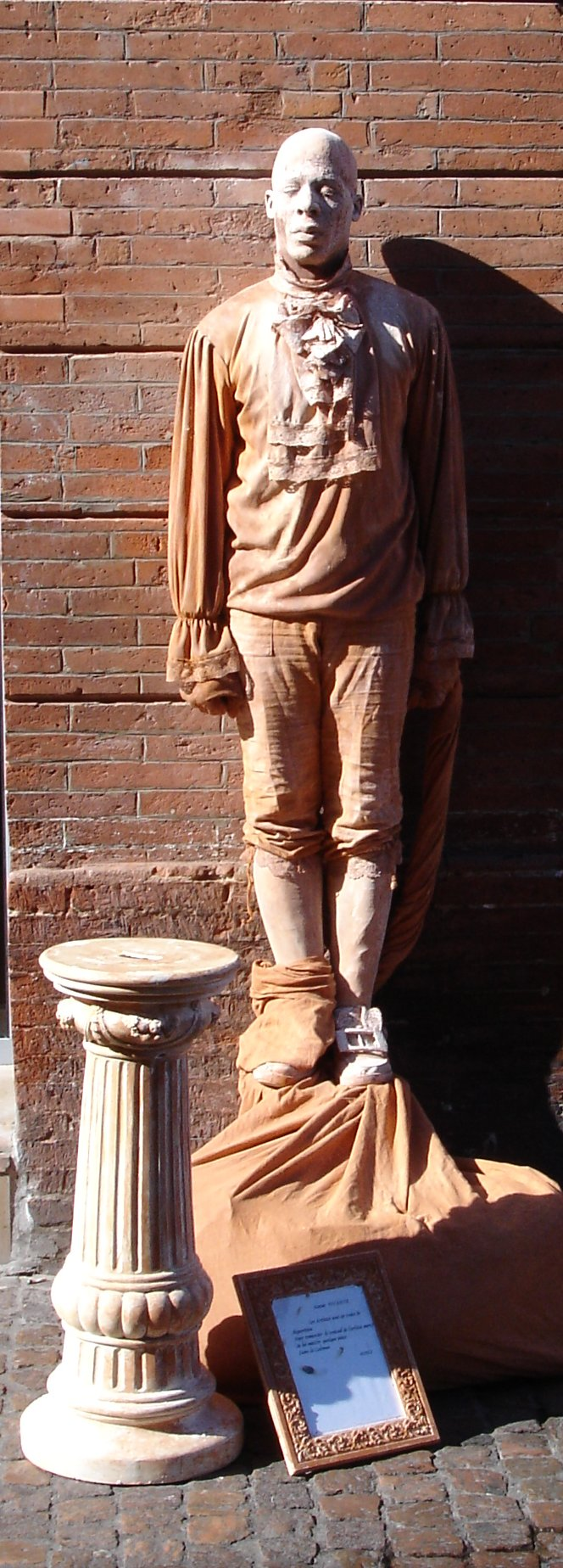
Homme statue dans une rue de Toulouse.
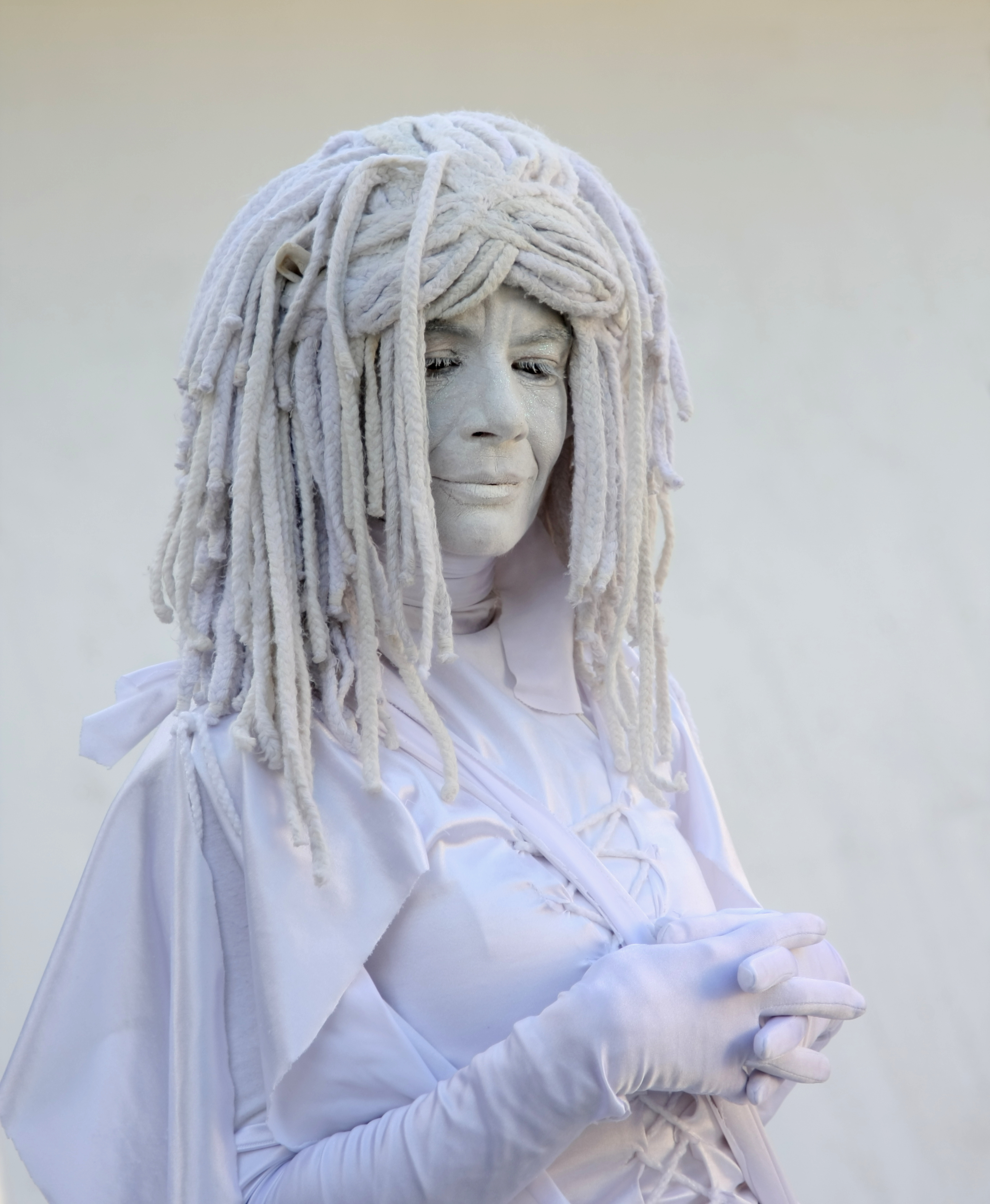
Une femme statue à Miami Beach, en Floride.
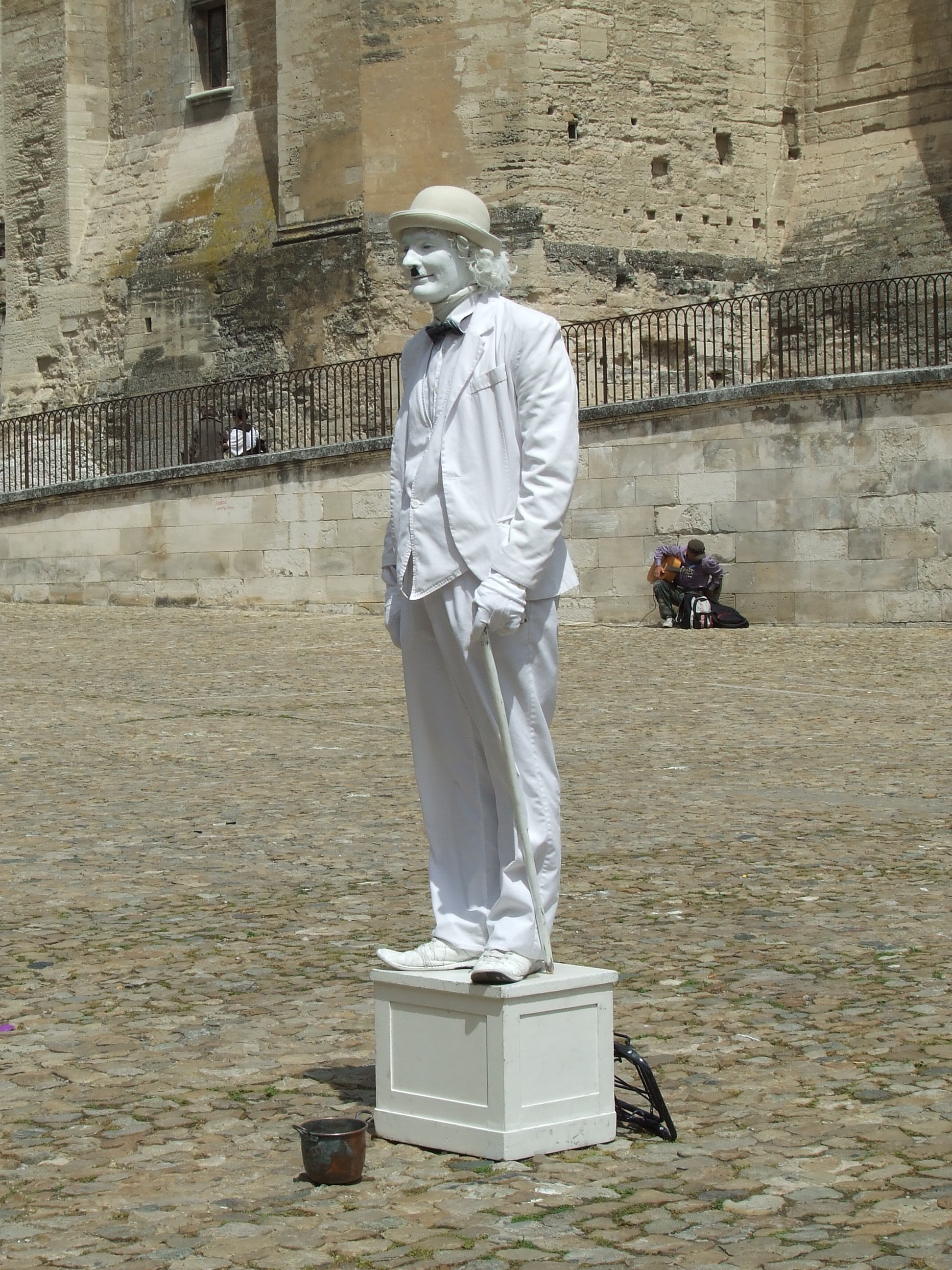
Homme statue à Avignon, France.

## Dans la fiction
Le film Meurtre dans un jardin anglais de Peter Greenaway (1982) met en scène une statue équestre vivante.
Dans le film Photo de famille (2018), Vanessa Paradis interprète une artiste de rue travaillant comme statue vivante à Paris.